# Il sigillo dei traditori
Il sigillo dei traditori (The Jefferson Key) è il settimo libro della saga riguardante Cotton Malone, personaggio inventato dallo scrittore Steve Berry.

## Edizioni in italiano
- Steve Berry, Il sigillo dei traditori: romanzo, traduzione di Alessandro Storti, Nord, Milano ©2012 ISBN 978-88-429-1949-0
- Steve Berry, Il sigillo dei traditori: romanzo, traduzione di Alessandro Storti, TEA, Milano 2014 ISBN 978-88-502-3429-5
- Steve Berry, Il sigillo dei traditori: romanzo, traduzione di Alessandro Storti, TEA, Milano 2015 ISBN 978-88-502-4050-0
- Steve Berry, Il sigillo dei traditori: romanzo, traduzione di Alessandro Storti, Superpocket, Milano 2016 ISBN 978-88-6980-021-4
- Steve Berry, Il sigillo dei traditori: romanzo, traduzione di Alessandro Storti, TEA, Milano 2020 ISBN 978-88-502-5637-2